# Abric dels Turons d'Abril
L'abric dels Turons d'Abril és un lloc arqueològic amb pintures rupestres situat al terme municipal de Castielfabib, a la comarca del Racó d'Ademús (País Valencià).

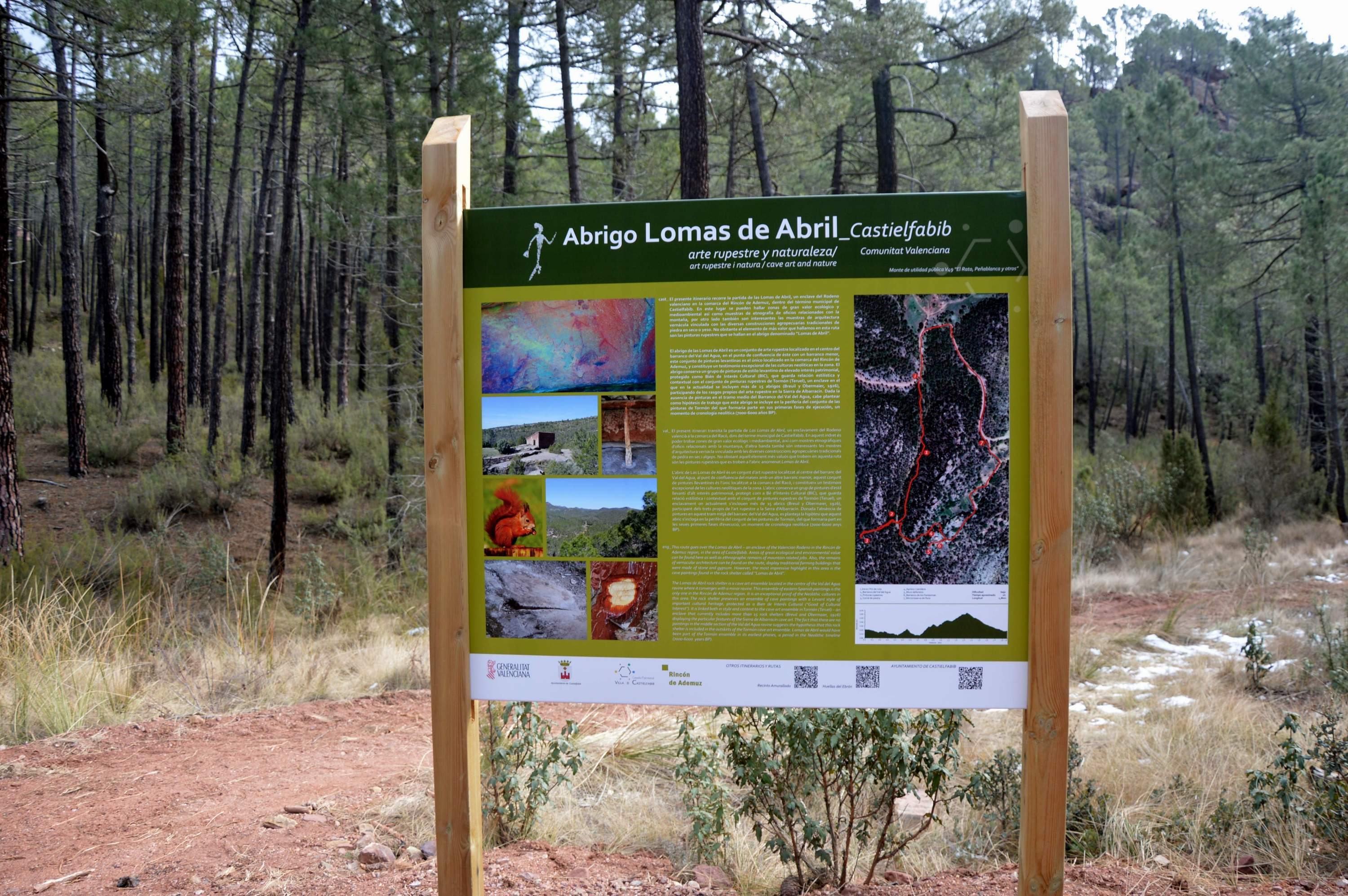
Plafó informatiu de l'Abric dels Turons d'Abril a l'entrada de la sendera, al costat del barranc Vall de l'Aigua a El Rodeno de Castielfabib, 2018

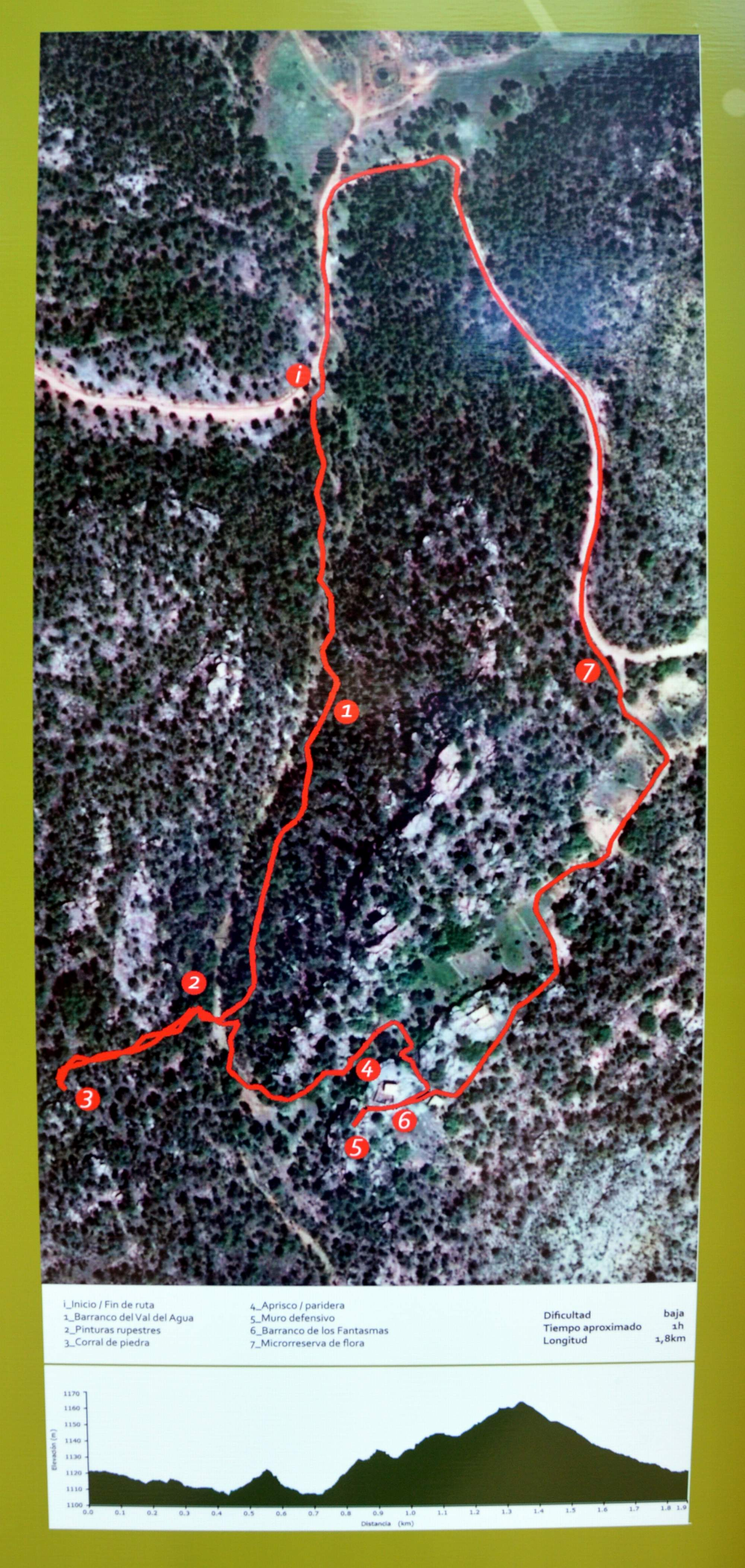
Mapa del recorregut circular de l'abric dels Turons d'Abril a El Rodeno de Castielfabib, amb detall dels punts a visitar (2018)

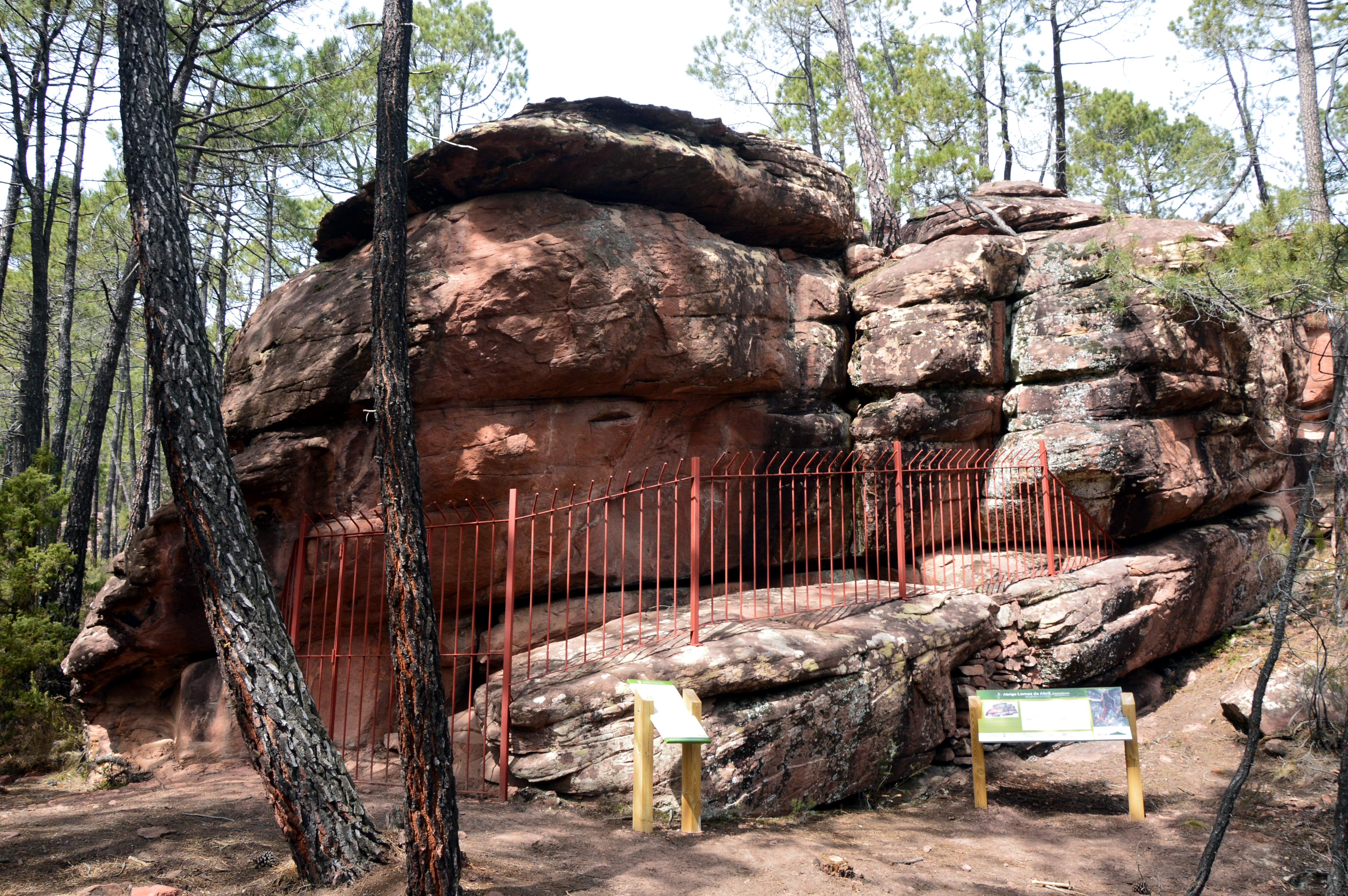
Abric dels Turons d'Abril, situat al marge dret del barranc de Val de l'Aigua a El Rodeno de Castielfabib, 2018

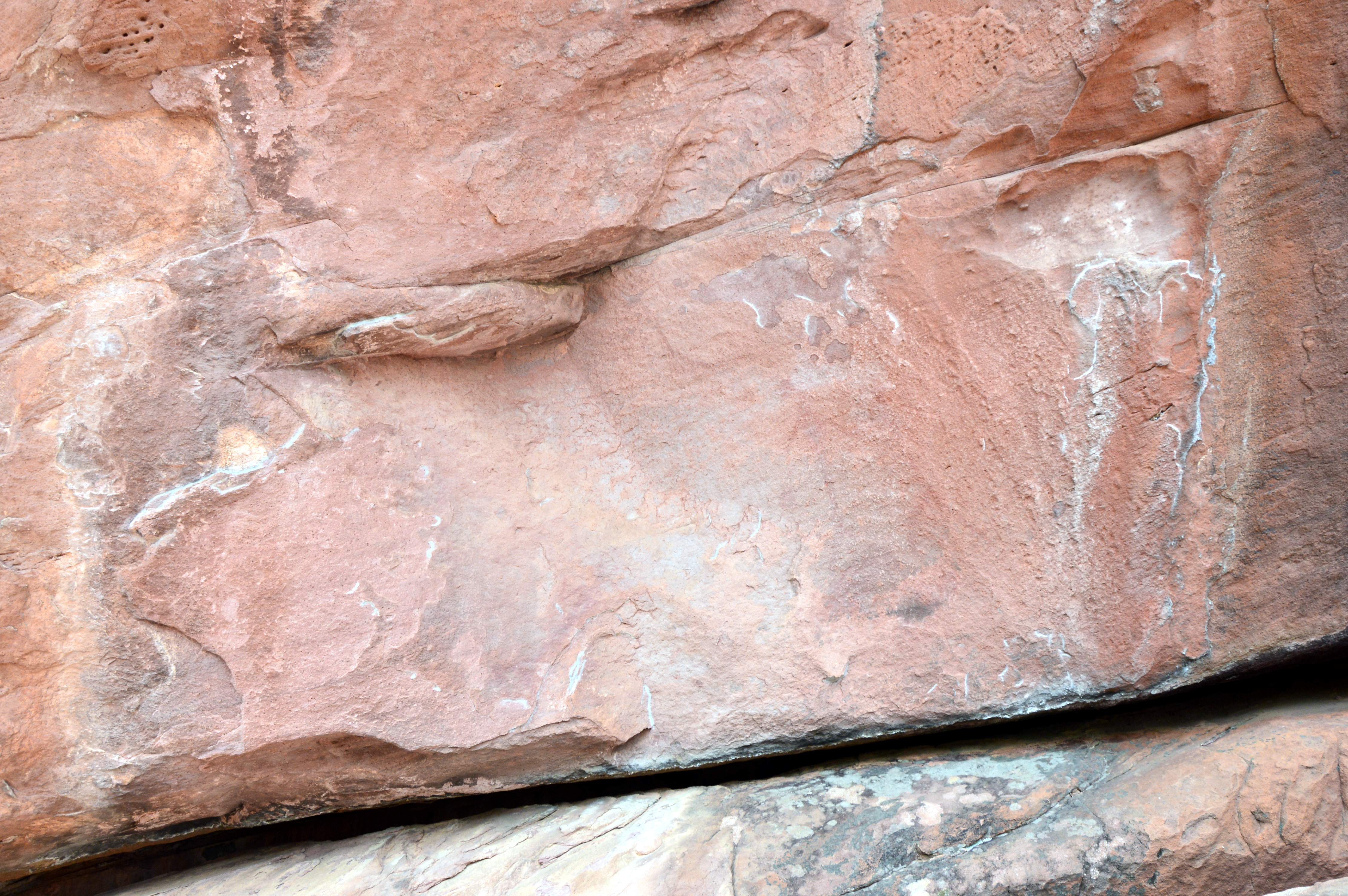
Detall de plafó decorat a l'abric dels Turons d'Abril, a El Rodeno de Castielfabib, 2018

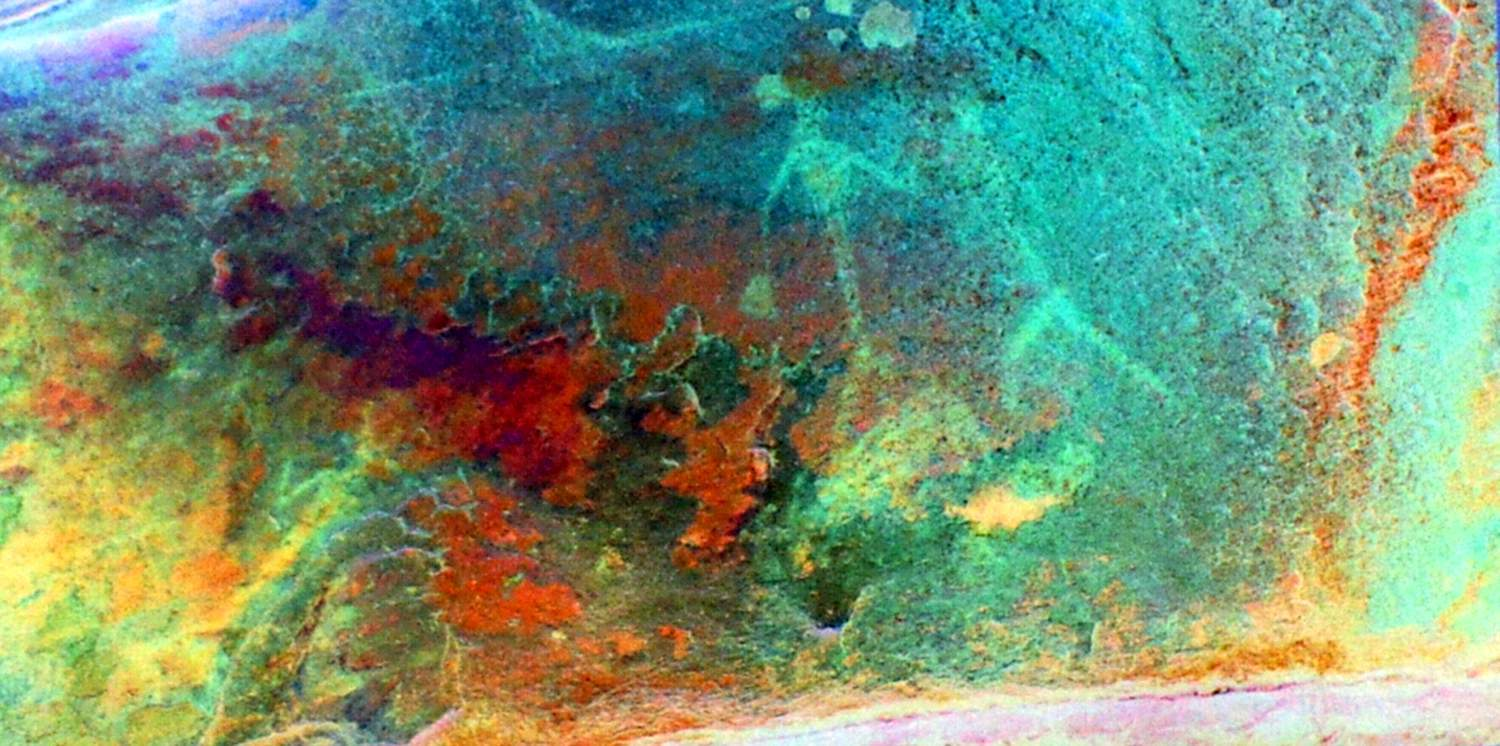
Detall del plafó decorat amb pintures rupestres (tractament digital) a l'abric dels Turons d'Abril, El Rodeno de Castielfabib [Institut Valencià de Conservació i Restauració de Béns Immobles

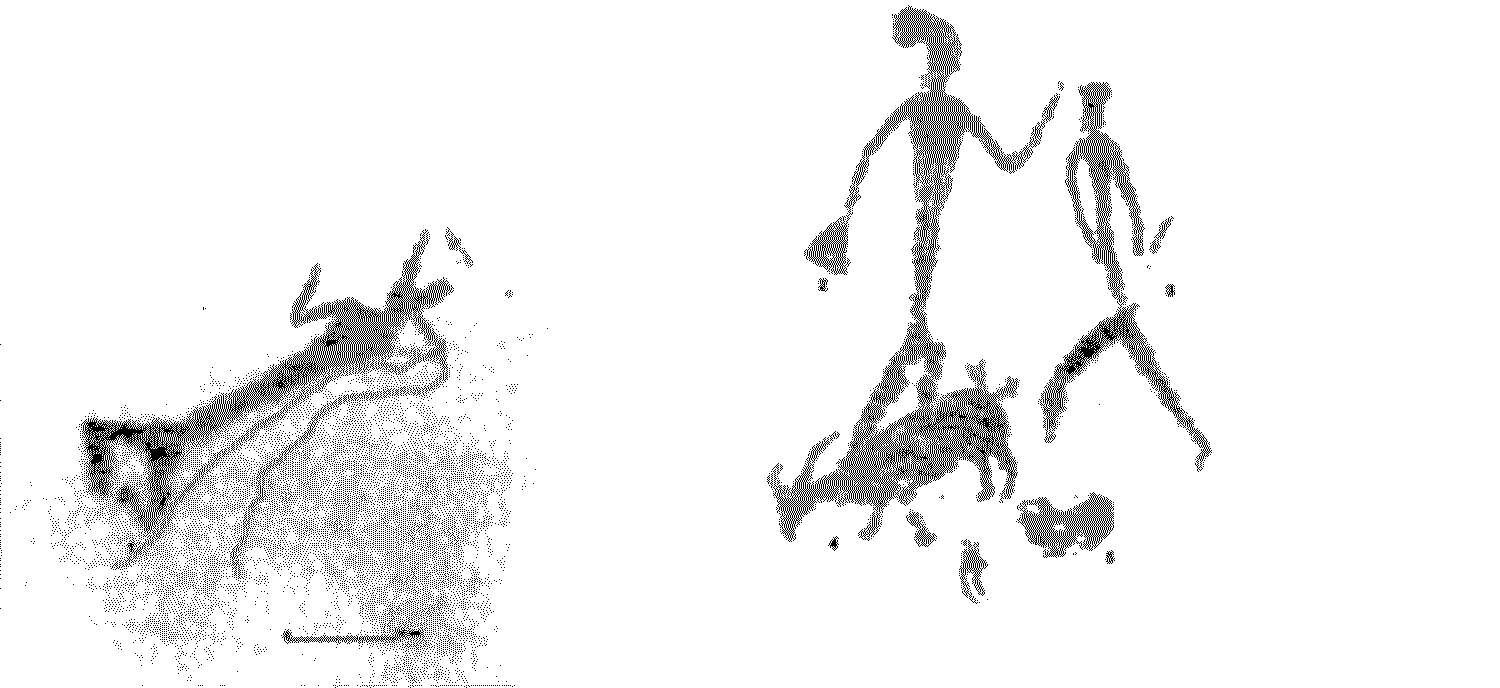
Calc de les pintures rupestres (tractament digital) de l'abric dels Turons d'Abril a El Rodeno de Castielfabib, 2018

Aquestes pintures prehistòriques són les úniques descobertes fins ara al Racó d'Ademús. Per la seua situació geogràfica, estil i cronologia pertanyen a l'art rupestre de l'arc mediterrani de la península Ibèrica i es vinculen a les dels abrics rupestres de Tormón del Parc Cultural d'Albarrassí (Terol).

## Història
El descobriment data de març de 2014 i va ser realitzat per Ricard Canet Garcia, membre de la Colla contra incendis núm.18. La troballa està relacionada amb d'altres fetes a la zona del Rodeno de Tormón en anys anteriors (2008-2014). La premsa generalista es va fer ressò del descobriment.
Un cop comunicat el descobriment a la Conselleria d'Educació i Cultura de la Generalitat Valenciana, aquesta reconegué l'autenticitat de les pintures i disposà els mitjans precisos per al seu estudi, protecció i difusió.
Com a part de l'art rupestre del País Valencià, les pintures d'aquest abric estan protegides per la legislació estatal i autonòmica; s'han declarat Bé d'Interés Cultural i des de l'any 1998 formen part de la Llista del Patrimoni Mundial de la UNESCO.

## Treballs arqueològics
S'han realitzat estudis de topografia, conservació, documentació, prospecció arqueològica de la zona immediata i estudi de la pintura amb el suport de la Conselleria d'Educació, Cultura i Esport de la Generalitat Valenciana perquè se'n conega i divulgue. Les labors de topografia foren l'aixecament fotogramètric i ortofotográàfic per aconseguir una mostra digital de l'interior de l'abric per a la producció d'un model en tres dimensions (3D). L'objectiu final d'aquestes tècniques és fer-ne un model en quatre dimensions (4D) que permeta passeigs virtuals per l'abric i les pintures.

## Ubicació i descripció
L'abric es troba en un aflorament rocós situat al marge dret del barranc de Val de l'Aigua (que aboca les aigües al Túria per la dreta al Mas de Jacint), a 1.150 m d'altitud. El plafó decorat se situa al punt més protegit de l'abric, sobre un requadre d'uns 120 x 120 cm, i es compon de cinc figures -tres d'antropomorfes i dues de zoomorfes, que formen dues composicions diacròniques: primera composició: agrupa els motius 1, 2 i 3 (figures antropomorfes més antigues); segona composició: agrupa els motius 4 i 5 (figures zoomorfes posteriors).
- Motiu 1: figura humana jacent (horitzontal) amb les cames flexionades, situada a l'esquerra del plafó. Cos estilitzat que s'eixampla a la part de les espatlles, d'on parteixen els braços. Porta un gran tocat al qual li falta una àrea triangular.

- Motiu 2: figura humana central, es dirigeix cap a la dreta (cames separades, una de flexionada, la qual cosa produeix efecte de dinamisme), cos estilitzat amb eixamplament cap a les espatlles, d'on parteixen els braços. A la mà dreta porta un objecte triangular que encaixa amb el que li manca a la figura jacent (motiu 1), porta un gran tocat.

- Motiu 3: figura humana situada a la dreta, es dirigeix cap a l'esquerra (cames flexionades, l'anterior flexionada, la qual cosa produeix efecte dinàmic), de menor grandària que el motiu 2, la qual cosa produeix efecte de profunditat respecte de la composició zoomorfa.

- Motiu 4: figura animal (cabra) situada als peus i per davant del motiu 2, mira cap a l'esquerra, ben perfilada, tot i que amb pèrdues de pintura per descrostats en algunes parts, el cap inclinat en actitud de pastar, cornamenta cap enrere, potes davanteres en ve invertida (efecte dinàmic), potes posteriors acabades, a l'esquerra es dibuixa la sofraja, amb cua doble (efecte dinàmic).

- Motiu 5: figura animal (cabra) en posició invertida (potes enlaire), per sota del motiu 4. Conservació precària, s'aprecia la cornamenta (cap avall) i el cos parcialment, en manca part del cap, les extremitats plegades sobre el ventre. Donada la posició de l'animal, s'interpreta com a mort.

Comparades amb les del seu entorn –abrics rupestres de Tormón, del Parc Cultural d'Albarrassí- les pintures de l'abric dels Turons d'Abril tenen trets propis:
| «                                                                                 | «Tenen una grandària major del normal, així com la seua composició narrativa. L'escena presenta tant animals superposats a les figures humanes com escenes d'humans, tot amb un tema comú: la mort». | » |
| — Art prehistòric a Castielfabib: abric dels Turons d'Abril , Ricard Canet Garcia | |   |

## Tècniques pictòriques
Pintura de color roig (obtingut d'òxids de ferro: hematita, limonita i goethita), amb tintes planes.

## Estil
Mediterrani, estilitzat i naturalista.

## Cronologia
Neolític (entre 7000-5000 ae).

## Informació i accés
Hi ha una monografia composta i editada pel descobridor de les pintures que pot consultar-se i descarregar-se en línia.

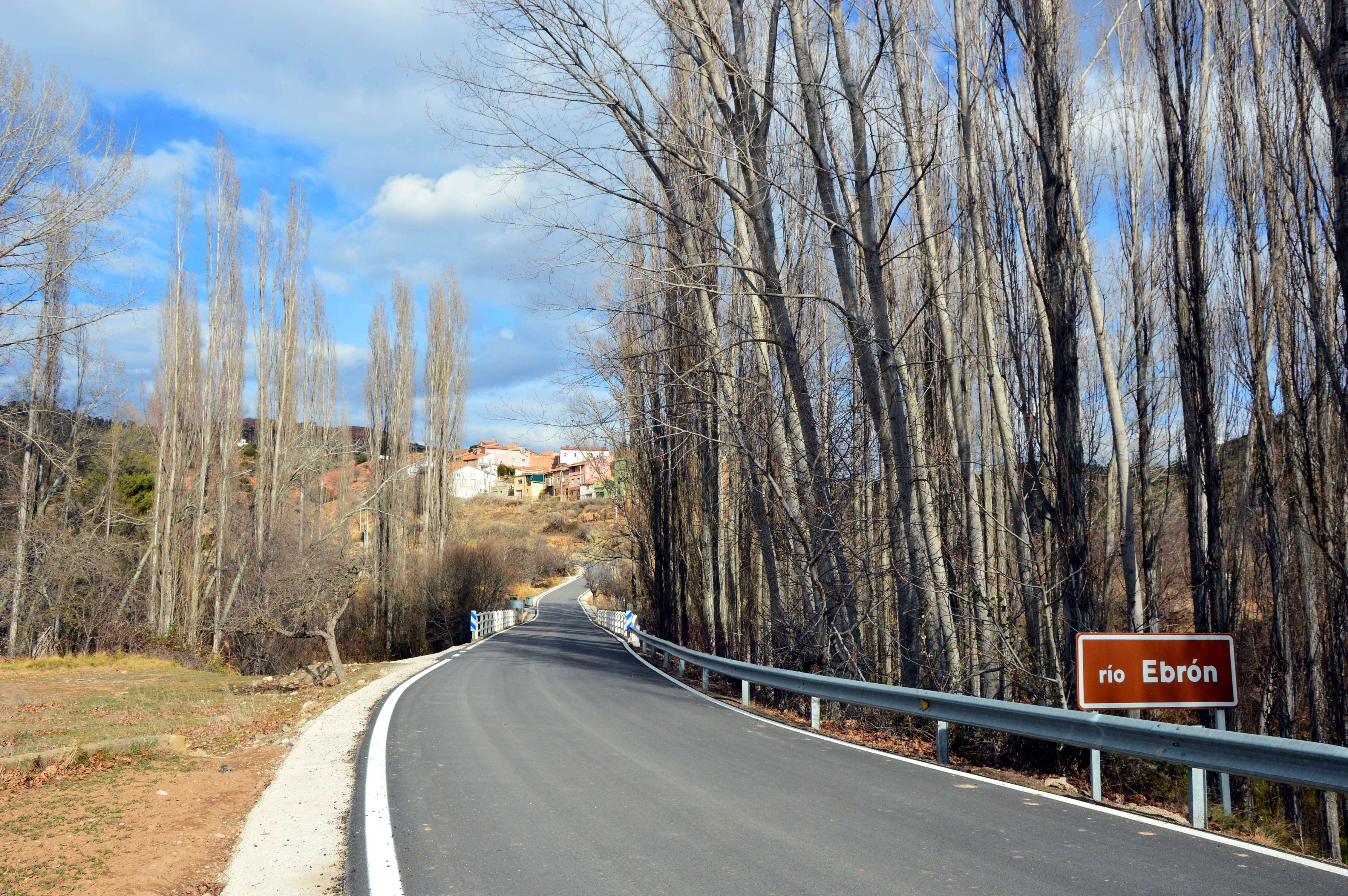
Accés a costa del Rato, Castielfabib, amb detall del pont sobre el riu Ebron (2018)

Per visitar les pintures de l'abric dels Turons d'Abril des del Racó d'Ademús, cal anar a Castielfabib i continuar per la carretera del Corb fins al desviament de costa del Rato, on es troba el primer plafó informatiu. A la muntanya d'El Rodeno el camí enllaça amb les pintures dels abrics rupestres de Tormón. El recorregut per l'abric dels Turons d'Abril és circular de dificultat baixa, de 1,8 km i 1 hora de durada. Durant el trajecte poden veure's mostres d'arquitectura tradicional (vernacular) relacionades amb l'activitat agropecuària a la zona en temps subactuals. A la zona dels «Corrals dels Fantasmes» hi ha un conjunt de pallers, corrals, descoberts, parideres, eres de pa... que servien també com a residència temporal als agricultors en moment puntuals del cicle agrari: conreu i sembra, sega i batuda. En aquest mateix lloc perviuen restes arqueològiques d'interés: un mur defensiu de grans dimensions i un conjunt de pedres copel·lades al pis d'un dels corrals a manera de petròglifs, presumptament utilitzades com a forns per a l'extracció artesanal d'oli del càdec. El recorregut és un lloc protegit, declarat Microreserva de flora per la Generalitat Valenciana.